# 監禁嬢
『監禁嬢』（かんきんじょう）は、河野那歩也による日本の漫画。突然謎の女に監禁された高校教師の身に起きる事件を描くサイコサスペンス。『漫画アクション』（双葉社）にて、2016年9号（同年4月19日発売）から2020年1号まで連載。

## あらすじ
高校教師の岩野裕行は、ある日謎の女カコに監禁される。カコは自分が誰なのか、そして目的は何なのかを裕行に問い、セックスをして去っていく。翌日、カコの手引きで監禁場所に来た教え子の麻希に裕行は助け出される。その後もカコは、裕行の妻の美沙子や、同僚教師の茜、元彼女の葵など、周辺人物を巧みに巻き込んでいく。監禁から1か月が経った文化祭での事件を機に、裕行は家庭崩壊、教師の職も失うなど追い詰められていく。カコの行為が、自分の過去に原因があると考えた裕行は、大学時代を過ごした大阪へ向かう。

## 登場人物
岩野 裕行（いわの ひろゆき）
高校教師。人当たりが良く、職場の同僚教師や生徒達からも慕われている。妻子を持ち、一見平穏な生活を送っていたが、カコに監禁されてから人生の歯車が狂っていく。大学生時代は小説家を目指していたが、美沙子との出会いをきっかけに小説家の夢を諦め、教師になる。カコについての記憶が無く、カコの行為を止めさせるため、自分の過去を辿り始める。
加藤 カコ（かとう カコ）
謎の女。裕行を監禁し「私は誰なのか？」「私の目的は？」と2つの問いを投げかける。裕行に自分を思い出させることを目的としているが、裕行と性交する一方で、家庭や社会的地位も追い詰めるなど、その動機は不明。裕行の周辺人物にも執着を示しており、茜を「脇役」としながらも、茜に本当の自分を目覚めさせている。自分自身の手を鍵で何度も刺す、茜に舌を噛まれて血を流しても痛がる様子が無いなど、痛覚が無いかのような描写がある。
岩野 美沙子（いわの みさこ）
裕行の妻。大学時代に知り合い、裕行が葵と別れた後に交際、結婚し、ヒワを産む。カコの謀略で裕行がカコと不倫していると勘違いするが、逆に燃え上がり裕行の体を求めるようになる。文化祭での事件後、ヒワを連れて実家に戻る。
藤森 麻希（ふじもり まき）
女子高生。裕行の学級の生徒。周囲から慕われる裕行を、自分の物にしたいという少し歪んだ動機から裕行に好意を持つ。裕行を想いながら学校のトイレでオナニーしたり、裕行にフェラチオして精液を自ら顔にかけるなど、高校生にしては少し歪んだ性癖を持つ。裕行が家族など全てを失っても裕行に対する気持ちは変わらず、大阪行きに同行する。
田原 成美（たはら なるみ）
女子高生。裕行の学級の生徒。成績優秀、才色兼備な生徒で、裕行に恋心を抱いている。しかし、麻希に「裕行の一番は自分」それ以外は「その他」と言われ麻希を嫌う。文化祭での事件では、本来茜が行う役割を成美が代行させられる。
柴田 茜（しばた あかね）
裕行の先輩教師。真面目な教師という印象とは裏腹に、妻子がいる皮谷と不倫関係にあり、部屋はゴミ屋敷。カコに監禁され本当の自分に目覚めるが、皮谷を殺そうとするカコに反旗を翻し殺される。カコいわく茜は「脇役」。
皮谷 健（かわたに たけし）
裕行の後輩教師。本当の自分に目覚めた茜が関係を絶とうとすると、茜の弱みを握って脅迫する。その行為がカコの癇に障り殺される。カコいわく皮谷は「脇役にすら値しない」。
冨山 葵（とみやま あおい）
裕行の元彼女。一度はメジャーデビューを果たしたバンドのボーカル。大学時代に裕行と交際を始め、卒業後は裕行に仕事をさせず、ヒモとして住まわせ小説に打ち込ませ、嫌気がさした裕行に捨てられる。
村井 文未乃（むらい ふみの）
裕行が大学生の時、初めて好意を抱いた女性。大学の図書館で裕行と知り合う。本を読む際、気になったページの角を折る癖がある。裕行の記憶では、性行為を求めてきた文未乃を裕行が拒絶したことで、交際には至らなかったことになっている。

## 書誌情報
- 河野那歩也『監禁嬢』双葉社〈アクションコミックス〉、全9巻
  1. 2016年11月28日発売[3]、ISBN 978-4-575-84887-8
  2. 2016年12月20日発売[4]、ISBN 978-4-575-84901-1
  3. 2017年5月27日発売[5]、ISBN 978-4-575-84982-0
  4. 2017年10月28日発売[6]、ISBN 978-4-575-85053-6
  5. 2018年4月28日発売[7]、ISBN 978-4-575-85145-8
  6. 2018年10月25日発売[8]、ISBN 978-4-575-85227-1
  7. 2019年3月22日発売[9]、ISBN 978-4-575-85286-8
  8. 2019年9月28日発売[10]、ISBN 978-4-575-85356-8
  9. 2020年2月28日発売[11]、ISBN 978-4-575-85414-5